# Swingin' with My Eyes Closed
«Swingin' with My Eyes Closed» — другий сингл п'ятого студійного альбому канадської кантрі-співачки Шанаї Твейн — «Now» (2017). У США і Канаді пісня вийшла 18 серпня 2017. Пісня написана Роном Аніелло й Шанаєю Твейн.

## Список пісень
Цифрове завантаження
1. Swingin' with My Eyes Closed — 3:33

## Чарти
Тижневі чарти
| Чарт (2017)                           | Місце |
| ------------------------------------- | ----- |
| Scotland (Official Charts Company)    | 77    |
| UK Download (Official Charts Company) | 91    |

## Історія релізів
Пісня вперше зайшла на BBC Radio 2 17 серпня 2017, а 18 серпня 2017 вийшла для цифрового завантаження та стримінгу.